# Даница Томић
Даница Томић (Даљ, 1901 — 1961) била је југословенска авијатичарка, прва авијатичарка на српском небу и прва жена са пилотском дозволом у Краљевини Југославији, према једином писаном трагу о њој – ревији „Илустровани лист”, бр. 21, од маја 1928.
О њеном животу се врло мало зна. Рођена је у месту Даљ у Хрватској 1901. године под именом Даница Бабић. Удала се за команданта 6. ваздухопловног пука, мајора Миодрага Томића, војног пилота који се истакао за време Балканских ратова и Првог светског рата.
Образовање везано за пилотску професију је научила захваљујући подршци мужа, али и својом радозналошћу и упорношћу читајући сву доступну литературу о ваздухопловству и летењу до које је могла доћи.
За њену каријеру је кључан моменат био у јесен 1930. године када је у тадашњој ’’Политици’’ објављен оглас ’’Друштва резервних летача’’ за пријем кандидата у цивилну пилотску школу у Београду. Она се одмах јавила на оглас, заједно са још две жене, Кристином Горишек и Загорком Плечевић, али се Даница показала као најбоља у класи, боља и од осталих мушких кандидата.

## Пилотска каријера
О Даници Томић сазнајемо само на основу једног чланка у Илустрованом листу. Даница је 1928. године одлучила да положи испит за пилота. „Илустровани лист“ објавио је чланак на две стране о првој жени пилоту у Краљевини. Даница је летела над провалијом дубоком 2500 метара. Прва жена у свету која је добила пилотску дозволу била је Рајмонда де Ларош, осамнаест година раније. Даница је летачку дозволу добила 1928. године у Ваздухопловном центру у Шатоу код Париза, а у августу 1933. године, Даница је у Југославији положила испит за туристичког пилота. Постала је прва жена у Југославији са летачком дозволом. Записи комисије пред којом је полагала казују да је Даница била најбоља у својој класи. Авионом је управљала сигурно, сталожено и хладнокрвно са веома ретким самопоуздањем, како је наведено у извештају комисије. Прва је жена која је у ваздуху изводила лупинге - пуне кругове авиона. Последње атерирање Даница је извела у 19 часова. У Београду је већ био сумрак што је отежавало услове слетања. Ипак, атерирање је изведено без икаквих проблема. Даници Томић је честитку за добијање дозволе упутио лист „Наша крила“.
Још један спомен на прву српску авијатичарку је у тексту из 1940. године под насловом "Прва наша авијатичарка Даница Томић о потреби организовања специјалних пилотских курсева за жене", са тугом говори о својим првим летовима, чињеници да и жене могу да буду добри пилоти и корисне у случају рата, али и стању своје каријере. На питање новинара: "Да ли сте задовољни успехом, који сте постигли за ових шест година од када сте пилот?", скромно одговара: "Не – јер сам уверена да бих много више успела да нисам Даница Томић!"

## Након добијања дозволе
Након добијања дозволе Даница је пала у заборав. Њен муж, мајор Томић, пилот и командант 6. ваздухопловног пука, који је пао у заробљеништво током Другог светског рата. Након завршетка рата се преселио у Америку. Супруга је вероватно пошла са њим, али јој се од 1933. године губи сваки траг. О Даницином приватном животу нема података. Није забележена чак ни у списима људи који прикупљају информације о авијатици у Југославији.